# سوپر جام آفریقا
سوپر جام آفریقا (همچنین به دلایل حمایتی سوپر جام آفریقا توتال‌انرژیز نیز شناخته می‌شود) یک مسابقه فوتبال سالانه در آفریقا است که بین برندگان لیگ قهرمانان آفریقا و جام کنفدراسیون آفریقا برگزار می‌شود. این مسابقه برای اولین بار در سال ۱۹۹۳ و توسط کاف برگزار شد.
باشگاه‌های مصری بیشترین تعداد پیروزی (۱۲ عنوان) را دارند و مراکش با ۵ عنوان در رده بعدی قرار دارد. مراکش بیشترین تعداد تیم‌های برنده را دارد و از هر باشگاه چهار باشگاه این عنوان را کسب کرده اند. تا حالا ۱۶ باشگاه توانستند قهرمان شوند و ۶ باشگاه بیش از یک بار قهرمان شده‌اند. الاهلی موفق‌ترین باشگاه این رقابت‌ها است که رکورد ۸ بار قهرمانی در این مسابقات را داشته است. برکان مدافع عنوان قهرمانی فعلی است، که الوداد را با دو گل در سوپر جام سال ۲۰۲۲ شکست داده است.

## تاریخچه
ایده سوپر جام آفریقا جوانه زد و در مسابقات برادری در آبیجان مطرح شد. در سال ۱۹۸۲ باشگاه القبائل، برنده لیگ قهرمانان آفریقا در سال ۱۹۸۱، با شکست دادن برنده جام برندگان جام آفریقا، یونیون دوالا در ضربات پنالتی ۴-۳ پس از نتیجه ۱-۱، این جام را به دست آورد. اما این جام تا سال ۱۹۹۳ به طور رسمی تحت عنوان سوپر جام آفریقا به چشم نمی‌خورد.
این بازی در یک مسابقه و در زمین برنده لیگ قهرمانان آفریقا (استثنا در سال ۲۰۰۷) برگزار می‌شود. تا سال ۲۰۰۳، سوپر جام آفریقا برنده لیگ قهرمانان را در مقابل برنده جام برندگان جام آفریقا قرار داد. هنگامی که جام برندگان جام آفریقا منحل شد، این برنده جام کنفدراسیون بود که این مکان را گرفت.
تنها در پنج مورد، برنده لیگ قهرمانان در این رقابت شکست خورد: باشگاه ساحل عاجی آفریقا اسپورتس آبیجان در اولین دوره در آبیجان در سال ۱۹۹۳ تیم الوداد را شکست داد، ستاره ساحلی در سال ۱۹۹۷ الرجا را شکست داد، مغرب الفاسی در سال ۲۰۱۲ اسپرانس را شکست داد و الرجا و زمالک در سال‌های ۲۰۱۹ و ۲۰۲۰ اسپرانس را شکست دادند.
مغرب الفاسی اولین باشگاه برنده جام کنفدراسیون آفریقا است که از زمانی که قهرمان لیگ قهرمانان آفریقا با برنده جام کنفدراسیون آفریقا وارد رقابت شد، سوپر جام آفریقا را برده است.

## حمایت

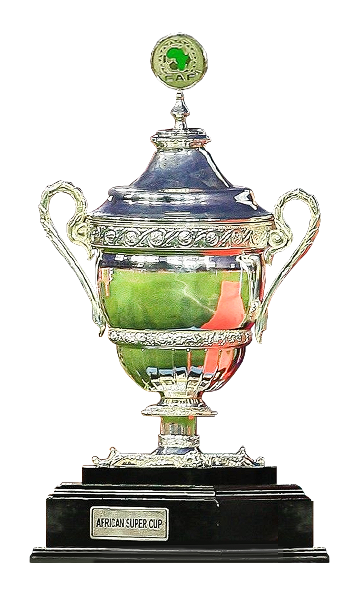
جامی که به برنده داده می‌شود

در ژوئیه ۲۰۱۶، توتال یک بسته حمایتی هشت ساله از کنفدراسیون فوتبال آفریقا (کاف) برای حمایت از ۱۰ رقابت اصلی خود دریافت کرد. توتال با جام ملت‌های آفریقا که در گابن برگزار شد، شروع به کار کرد، با توجه به این حمایت، از سال ۲۰۱۷ این مسابقات "سوپر جام آفریقا توتال‌انرژیز" نامیده می‌شود.
| عنوان حامی    | حامیان رسمی               |
| ------------- | ------------------------- |
| - توتال‌انرژیز | - اورانژ - کیونت - ۱اکس‌بت |

## لیست قهرمانان
| باشگاه            | قهرمانی | نایب قهرمانی | سال‌های قهرمانی                                               | سال‌های نایب قهرمانی    |
| ----------------- | ------- | ------------ | ------------------------------------------------------------ | ---------------------- |
| الاهلی            | ۸       | ۴            | ۲۰۰۲، ۲۰۰۶، ۲۰۰۷، ۲۰۰۹، ۲۰۱۳، ۲۰۱۴، ۲۰۲۱ (مه)، ۲۰۲۱ (دسامبر) | ۱۹۹۴، ۲۰۱۵، ۲۰۲۳، ۲۰۲۴ |
| زمالک             | ۵       | ۱            | ۱۹۹۴، ۱۹۹۷، ۲۰۰۳، ۲۰۲۰، ۲۰۲۴                                 | ۲۰۰۱                   |
| مازمبه            | ۳       | ۲            | ۲۰۱۰، ۲۰۱۱، ۲۰۱۶                                             | ۲۰۱۷، ۲۰۱۸             |
| ستاره ساحلی       | ۲       | ۳            | ۱۹۹۸، ۲۰۰۸                                                   | ۲۰۰۴، ۲۰۰۷، ۲۰۱۶       |
| الرجا             | ۲       | ۲            | ۲۰۰۰، ۲۰۱۹                                                   | ۱۹۹۸، ۲۰۲۱ (دسامبر)    |
| انیمبا            | ۲       | ۰            | ۲۰۰۴، ۲۰۰۵                                                   | —                      |
| اسپرانس           | ۱       | ۴            | ۱۹۹۵                                                         | ۱۹۹۹، ۲۰۱۲، ۲۰۱۹، ۲۰۲۰ |
| الوداد            | ۱       | ۳            | ۲۰۱۸                                                         | ۱۹۹۳، ۲۰۰۳، ۲۰۲۲       |
| آفریقا اسپورتس    | ۱       | ۱            | ۱۹۹۳                                                         | ۲۰۰۰                   |
| هارتس آف اوک      | ۱       | ۱            | ۲۰۰۱                                                         | ۲۰۰۵                   |
| برکان             | ۱       | ۱            | ۲۰۲۲                                                         | ۲۰۲۱ (مه)              |
| اورلاندو پایرتس   | ۱       | ۰            | ۱۹۹۶                                                         | —                      |
| میموزاز           | ۱       | ۰            | ۱۹۹۹                                                         | —                      |
| مغرب الفاسی       | ۱       | ۰            | ۲۰۱۲                                                         | —                      |
| وفاق سطیف         | ۱       | ۰            | ۲۰۱۵                                                         | —                      |
| ماملودی سانداونز  | ۱       | ۰            | ۲۰۱۷                                                         | —                      |
| اتحاد الجزایر     | ۱       | ۰            | ۲۰۲۳                                                         | —                      |
| صفاقسی            | ۰       | ۳            | —                                                            | ۲۰۰۸، ۲۰۰۹، ۲۰۱۴       |
| موتما پمبه        | ۰       | ۱            | —                                                            | ۱۹۹۵                   |
| القبائل           | ۰       | ۱            | —                                                            | ۱۹۹۶                   |
| مقاولون عرب       | ۰       | ۱            | —                                                            | ۱۹۹۷                   |
| کایزر چیفس        | ۰       | ۱            | —                                                            | ۲۰۰۲                   |
| ارتش سلطنتی مراکش | ۰       | ۱            | —                                                            | ۲۰۰۶                   |
| استاد مالین       | ۰       | ۱            | —                                                            | ۲۰۱۰                   |
| الفتح             | ۰       | ۱            | —                                                            | ۲۰۱۱                   |
| لئوپاردز          | ۰       | ۱            | —                                                            | ۲۰۱۳                   |

### براساس کشور
| کشور                  | قهرمانی | نایب قهرمانی |
| --------------------- | ------- | ------------ |
| مصر                   | ۱۳      | ۶            |
| مراکش                 | ۵       | ۸            |
| تونس                  | ۳       | ۱۰           |
| جمهوری دموکراتیک کنگو | ۳       | ۳            |
| الجزایر               | ۲       | ۱            |
| ساحل عاج              | ۲       | ۱            |
| آفریقای جنوبی         | ۲       | ۱            |
| نیجریه                | ۲       | ۰            |
| غنا                   | ۱       | ۱            |
| مالی                  | ۰       | ۱            |
| کنگو                  | ۰       | ۱            |

## جایزه
در سال‌های ۲۰۱۷ و ۲۰۱۸، جوایز مشترک بین برنده لیگ قهرمانان آفریقا و برنده جام کنفدراسیون آفریقا در سوپر جام آفریقا به شرح زیر بود:
| جایگاه      | جایزه        |
| ----------- | ------------ |
| قهرمان      | ۱۰۰،۰۰۰ دلار |
| نایب قهرمان | ۷۵،۰۰۰ دلار  |

از سال ۲۰۱۹، جوایز در سوپر جام آفریقا به شرح زیر است:
| جایگاه      | جایزه        |
| ----------- | ------------ |
| قهرمان      | ۲۰۰،۰۰۰ دلار |
| نایب قهرمان | ۱۵،۰۰۰ دلار  |

## پوشش پخش
دارندگان حقوق پخش فعلی این مسابقه در زیر آمده است:
| کشور/منطقه                | کانال                                                                               |
| ------------------------- | ----------------------------------------------------------------------------------- |
| انجمن ملل آسیای جنوب شرقی | بی‌این اسپورتس                                                                       |
| بنین                      | یورو اسپرت                                                                          |
| اروپا                     | اسپورتفایو                                                                          |
| فرانسه                    | بی‌این اسپورتس                                                                       |
| بورکینافاسو               | آرتی‌بی                                                                              |
| آمریکای لاتین             | ای‌اس‌پی‌ان                                                                            |
| غنا                       | - جی‌تی‌وی - استارتایمز                                                               |
| منا                       | بی‌این اسپورتس                                                                       |
| آفریقای جنوبی             | - سوپر اسپورت - اس‌ای‌بی‌سی اسپورتس                                                    |
| بالکان                    | اسپور کلاب                                                                          |
| ایالات متحده آمریکا       | بی‌این اسپورتس                                                                       |
| جنوب صحرای آفریقا         | - کانال+ - سوپر اسپورت (مسابقات انتخاب شده) - استار تایمز (به غیر از آفریقای جنوبی) |
| شرق آفریقا                | - تی‌وی‌زی - شرکت پخش زیمبابوه                                                        |

## صفحه‌های مشابه
سوپر جام
لیگ قهرمانان آفریقا
جام کنفدراسیون آفریقا